# 复叶

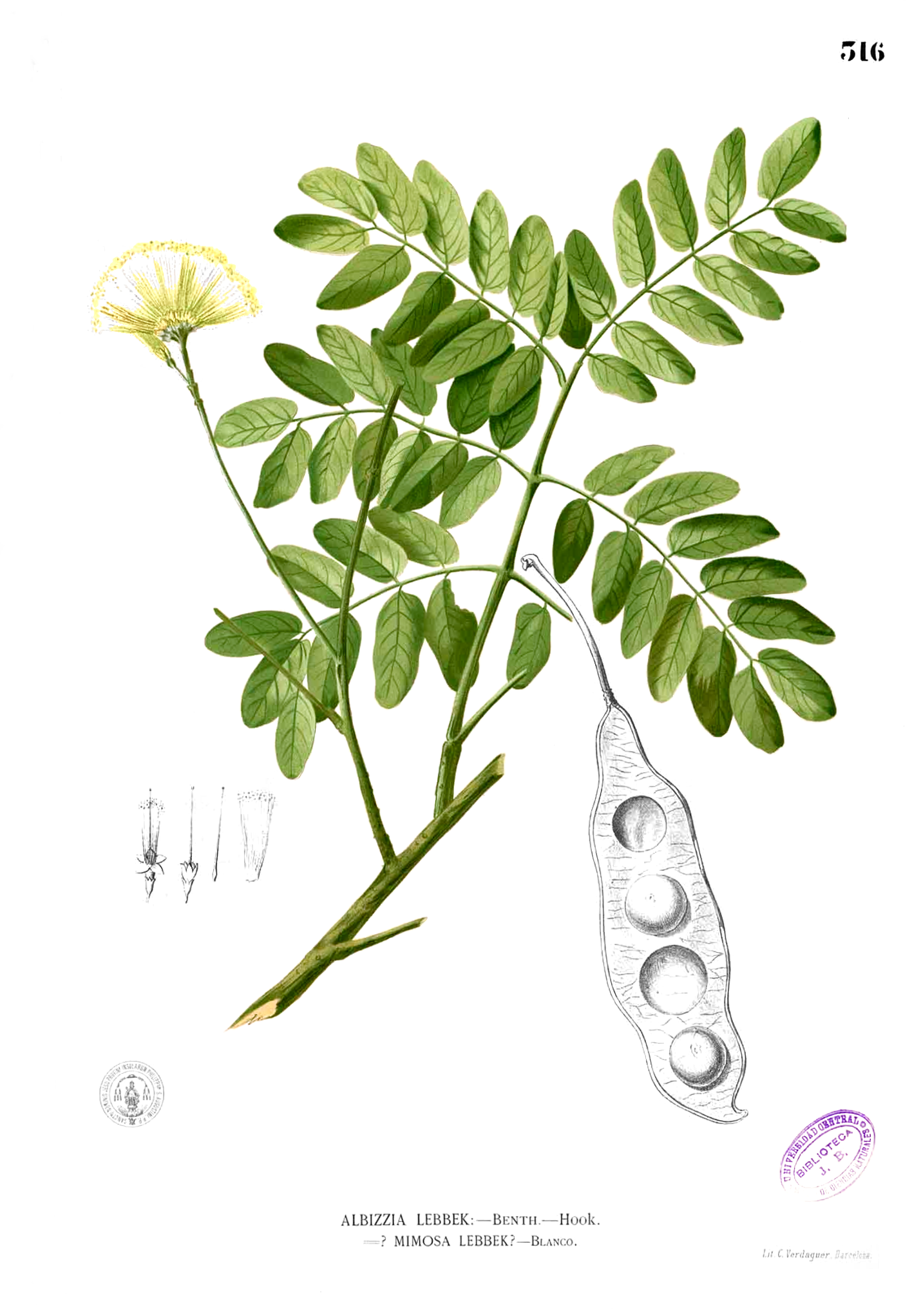
闊莢合歡

复叶是在一个叶柄上着生两个以上叶片的叶。整个复叶的叶柄称作总叶柄，复叶的叶片叫做小叶，小叶的叶柄叫做小叶柄，总叶柄着生小叶的部分称作叶轴。从生物进化的观点看，复叶是经由单叶的裂片进化而来的，当单叶的叶裂深入主叶脉或者叶基并产生小叶柄后，单叶就过渡为复叶，因而复叶较单叶更晚出現。
根据形态复叶可以分为三出复叶、掌状复叶、羽状复叶、单身复叶等不同类别。
- 三出复叶是总叶柄上着生三枚小叶的复叶，如果顶生小叶无小叶柄，称掌状三出复叶，若顶生小叶具小叶柄则称羽状三出复叶。

- 掌状复叶的叶轴退化，所有小叶集中着生于总叶柄的顶端，各小叶呈掌状伸展。

- 羽状复叶的叶轴很长，各小叶在叶轴两侧如羽毛状排列着生，若叶轴顶端无小叶，则称偶数羽状复叶；若叶轴顶端有小叶着生，则称奇数羽状复叶。有些植物在总叶柄的叶轴上并不着生小叶，而是伸展出若干次级叶轴，在次级叶轴撒上着生小叶，这种复叶叫做二回羽状复叶；除了二回羽状复叶，还有一些植物有三回羽状复叶。

- 单身复叶是形态最为特殊的复叶，单身复叶在叶轴上只有一个小叶着生，在小叶柄与总叶柄之间有一个明显的关节。单身复叶被认为是由三出复叶两侧的小叶退化而形成的。单身复叶常见于芸香科柑桔属的植物。

## 複葉

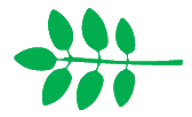
單數羽狀複葉
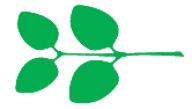
雙數羽狀複葉
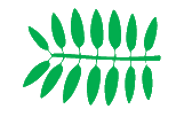
雙數羽狀複葉
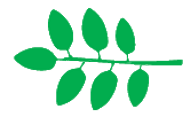
單數羽狀複葉
羽狀複葉，末端特化為捲鬚
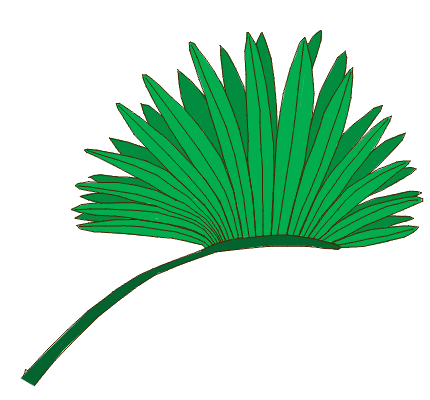
掌狀葉
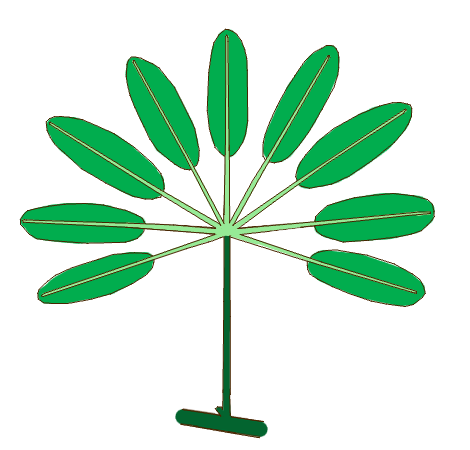
掌狀複葉
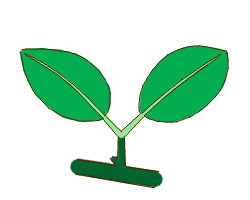
雙出複葉
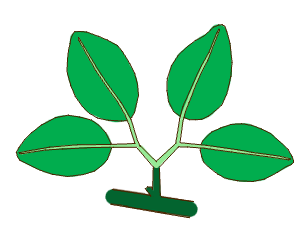
二回雙出複葉
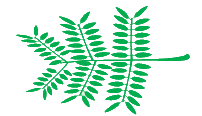
二回羽狀複葉
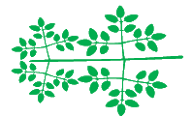
三回羽狀複葉
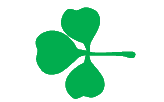
三出葉
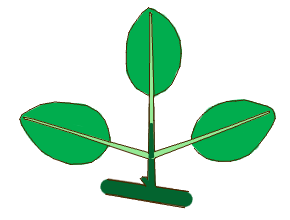
三出複葉
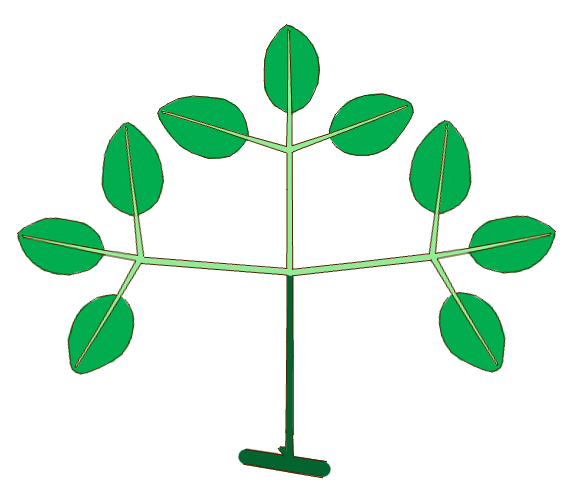
二回三出複葉
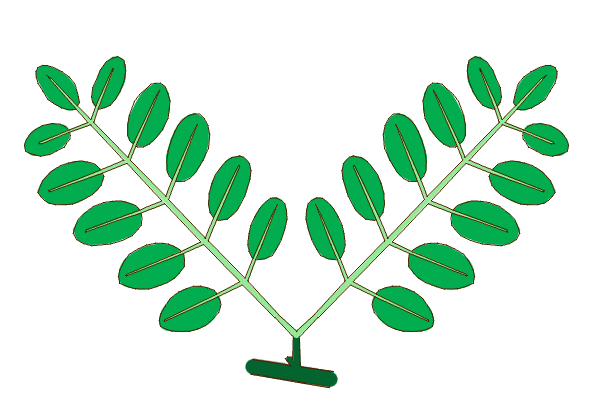
雙出羽狀複葉